# Forepark (wijk in Den Haag)
Forepark is een wijk in Den Haag.
Forepark bestaat uit twee verschillende gebieden. In het noordkwadrant van het knooppunt Prins Clausplein ligt tussen de Vliet en de A4 het recreatiegebied Vlietzoom-Oost. In het oostkwadrant van het Prins Clausplein ligt een bedrijventerrein. 
Forepark vormde eerder onderdeel van de gemeente Leidschendam, evenals de naburige woonwijk in aanbouw Leidschenveen. In 2002 is door middel van annexatie Forepark en Leidschenveen van Leidschendam overgegaan naar Den Haag en valt nu samen met de aangrenzende wijken Ypenburg, Hoornwijk en Leidschenveen onder stadsdeel Leidschenveen-Ypenburg. In 2007 is in Forepark het Bingoal Stadion geopend. Sinds de ombouw van de voormalige Hofpleinlijn naar RandstadRail is het Forepark bereikbaar met het metronetwerk van Rotterdam (lijn E) en het tramnetwerk tussen Den Haag en Zoetermeer (lijnen 3, 4 & 34), via metro-/sneltramhalte Forepark. Vooral voordat deze lijnen tot stand kwamen werd het bedrijventerrein bediend door (niet allemaal tegelijkertijd) buslijn 26, 33, 35, 42, 44, 46, 47, 60, 61, en 133. De eerste buslijn was 133, in 1994. Tot 2000 waren dat vooral lijnen vanaf station Voorburg(26, 44, 46, 133) of Den Haag CS (42); die reden een lus door het bedrijventerrein, en dan weer terug. De eerste doorgaande buslijn was ook 42, die in 2000 verlengd werd naar Leidschenveen. Na 2000 bleef er één buslijn door het bedrijventerrein over. De meeste jaren was dat lijn 60. In 2012 verdween de laatste buslijn in het gebied. Sindsdien moet je lopen of fietsen vanaf station Forepark. 
Forepark ontleent zijn naam aan Fore, de oude naam van het dorp Veur, dat in 1938 samen met het dorp Stompwijk opging in de nieuw gevormde gemeente Leidschendam. Fore, afgeleid van forum (marktplaats), is ook terug te vinden in de oude naam van Voorburg: Foreburg.
Stad: Den Haag     Buurtschap: Haagoord

Stadsdelen: Centrum · Escamp · Haagse Hout · Laak · Leidschenveen-Ypenburg · Loosduinen · Scheveningen · Segbroek

Bedrijventerreinen: Binckhorst · Forepark · Kerketuinen/Zichtenburg

Zuid-Holland: Steden en dorpen    Nederland: Provincies · Gemeenten